# 패트릭 브램몰

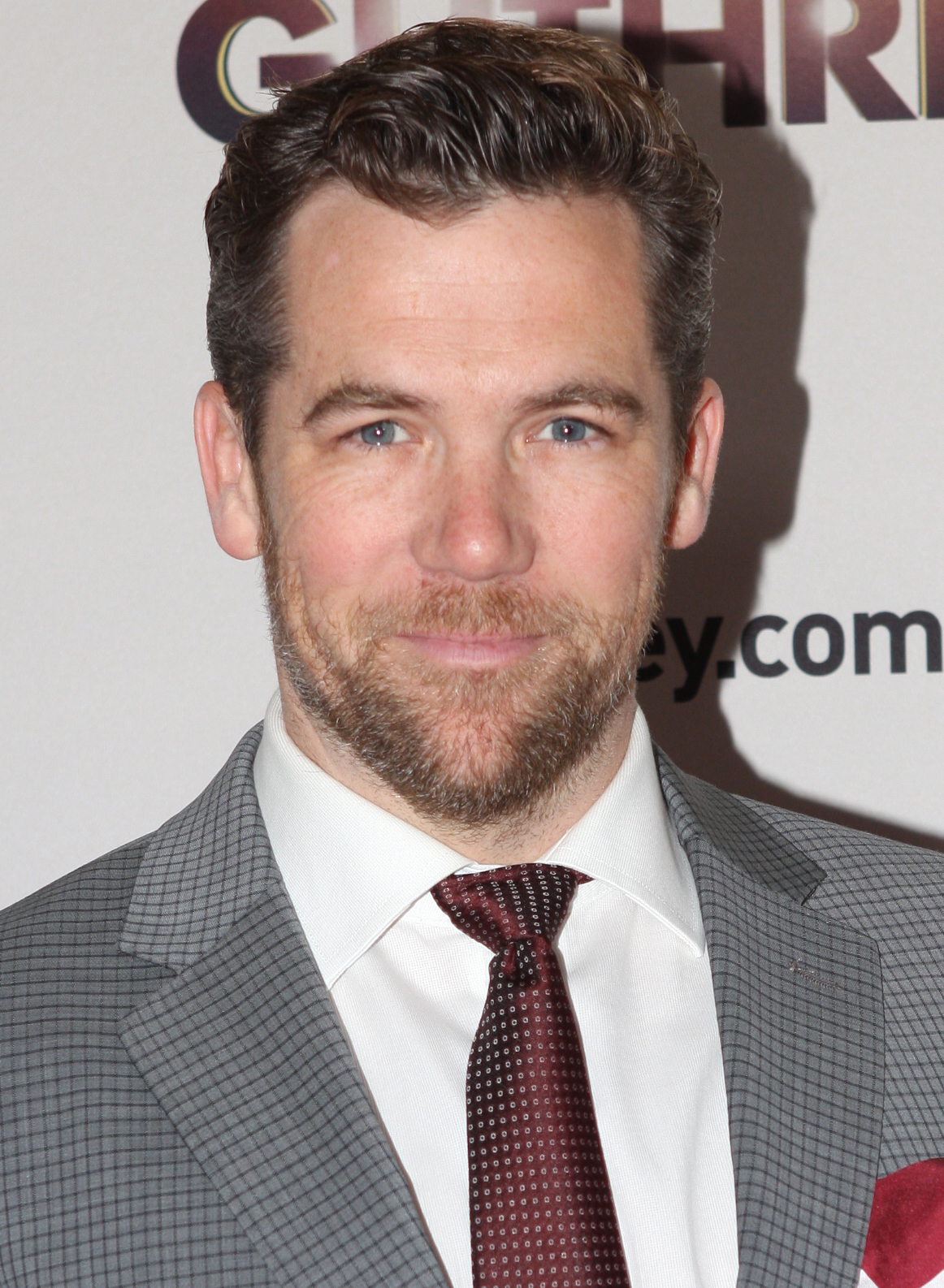

패트릭 브래멀(Patrick Brammall, 1977년 3월 30일 ~ )은 오스트레일리아의 배우이다.
캔버라에서 태어났다.

## 출연 작품
- Ruben Guthrie (2015) - 루빈 거스리 역
- 슈퍼 어썸! (2015년)
- 리틀 데스 (2014년) - 리처드 역
- 데이브스 데드 (2012년) - 데이브 역
- 딕 (2011년) - 로버트 역
- 투명인간 그리프 (2010년) - 팀 역
- 캐널 로드 (2007년)

### 텔레비전
- 홈 앤 어웨이 (2007) - 이선 블랙 역